# 萨赫尔·卡拉贾
萨赫尔·卡拉贾（1985年5月8日—）是一名巴勒斯坦國举重运动员，身高1.70米。2010年参加广州亚运会，以292千克的成绩获94公斤级比赛第十五名。